# مفوضية العون الإنساني
مفوضية العون الإنساني (HAC)  هي هيئة حكومية سودانية تدير وتنظم جميع الأعمال الإنسانية المنفذة في السودان التي تديرها رئاسة مجلس الوزراء في السودان

## التاريخ والتنمية
أنشأ السودان أول وحدة لتنظيم وتيسير المساعدات الإنسانية في عام 1985 عندما تعرض السودان للجفاف الشديد في عام 1984.
خلال العام 1984 وفي اعقاب كارثة الجفاف والمجاعة التي ضربت الساحل الأفريقي وتاثر بها قطاعات عريضة من السكان ونفقت فيها اعداد كبيرة من الحيوانات. أحدثت هذه الكارثة اضطراباً كبيراً في حياة ومنظومة المجتمعات السودانية المحلية الاقتصادية الاجتماعية وكان من أبرز مظاهرها الحراك السكاني الكبير والذي لاتزال آثاره ماثلة حتي الآن.
التسلسل الزمني للمفوضية
1957 إصدار قانون تسجيل الجمعيات الخيرية الوطنية - تتبع  لجهاز التفتيش الإداري التابع لرئاسة الجمهورية
1984 إنشاء اللجنة العليا للإغاثة - تتبع لمجلس الوزراء

## القوانين والاتفاقيات
مفوضية العون الإنساني (HAC) هي الهيئة المنظمة التي تعمل بموجب القانون السوداني.
تنظم مفوضية العون الإنساني عمل المنظمة الدولية في السودان بموجب الاتفاقيات الفنية  والاتفاقيات القطرية. تقوم لجنة المساعدات الإنسانية أيضًا بمراقبة وتأمين إنفاذ القوانين المتعلقة بتكوين وتشغيل المنظمات غير الحكومية المحلية والدولية، وكذلك وكلاء الأمم المتحدة ووكالات المعونة المتعددة الأطراف الأخرى.